# 百想芸術大賞
百想芸術大賞（ペクサンげいじゅつたいしょう、朝鮮語: ペクサン イェスル デサン、ハングル: 백상예술대상）は、大韓民国の総合芸術賞。中央日報が主催する。韓国のゴールデングローブ賞と呼ばれることもある。
1965年、韓国日報により映画および演劇を対象とする韓国演劇映画芸術大賞（한국 연극 영화 예술상）として創設され、1974年の第10回からテレビ番組も対象とするようになり、韓国演劇映画テレビ芸術大賞（한국 연극 영화 TV 예술상）と名称も変更された。1986年の第22回より韓国百想芸術大賞（한국 백상 예술 대상）と名称を変更したが、翌1987年の第23回からは現行の名称となった。名称の「百想」は、韓国日報の創立者である張基榮の雅号に由来する。
2002年、第38回より演劇部門が廃止され、映画およびテレビ番組を対象とする賞となった。テレビ番組部門は開始以来地上波局（KBS、MBC、SBS）の作品のみが対象であったが、2013年度の第49回大会よりCS局や総合編成チャンネル局制作の作品も対象とすることとなった。

## レギュレーション
前年度春から12か月間の期間に、映画は韓国映像物等級委員会（영상물등급위원회）の審議を経たうえで公開された作品、テレビ番組は放送された作品を対象とする。連続ドラマの場合は5話以上放送されたものという条件がある。
主催者は映画・テレビ番組の部門ごとに5名ずつ審査委員を選出・委嘱する。5名の中から審査委員長を1名ずつ選出し、うち1名は全体審査委員長を兼任する。

## 授賞部門・人数
部門名や授賞人数はに基づく。
| 部門名       | 映画   | テレビ番組 | 備考                                      |
| ------------ | ------ | ---------- | ----------------------------------------- |
| 大賞         | 1      | 1          |                                           |
| 作品賞       | 1      | 3          | TV部門はドラマ、芸能、教養各部門1作品ずつ |
| 監督賞       | 1      | 1          |                                           |
| 最優秀演技賞 | 男1女1 | 男1女1     |                                           |
| 主演男優賞   | 1      | -          |                                           |
| 主演女優賞   | 1      | -          |                                           |
| 新人演技賞   | 男1女1 | 男1女1     |                                           |
| 芸能賞       | -      | 男1女1     |                                           |
| 脚本賞       | 1      | 1          |                                           |
| 新人監督賞   | 1      | -          |                                           |
| 人気賞       | 男1女1 | 男1女1     | 一般からの投票で受賞者を決定する          |
| 功労賞       | ※      | ※          | ※該当者がある場合のみ                     |

### 受賞対象
- 韓国映画
- 韓国ドラマ

### 他の映画賞
- 大鐘賞
- 青龍映画賞
- 大韓民国映画大賞